# Угорщина на літніх Олімпійських іграх 2012
Угорщина була представлена на літніх Олімпійських іграх 2012 159 спортсменами у 18 видах спорту. 

## Медалісти
| Медаль | Спортсмени                                                 | Вид спорту                       | Дисципліна                 | Дата           |
| ------ | ---------------------------------------------------------- | -------------------------------- | -------------------------- | -------------- |
| Золото | Арон Сіладьї                                               | фехтування                       | шабля                      | 29 липня 2025  |
| Золото | Даніель Дьюрта                                             | Плавання                         | 200 м брасом               | 1 серпня 2025  |
| Золото | Крістіан Беркі                                             | Гімнастика                       | вправи на коні             | 5 серпня 2025  |
| Золото | Крістіан Парш                                              | Легка атлетика                   | метання молота             | 5 серпня 2025  |
| Золото | Рудольф Домбі Роланд Кекень                                | Веслування на байдарках та каное | байдарки-двійки, 1000 м    | 8 серпня 2025  |
| Золото | Габріелла Сабо Данута Козак Каталін Ковач Крістіна Фазекаш | Веслування на байдарках та каное | байдарки-четвірки 500 м    | 8 серпня 2025  |
| Золото | Данута Козак                                               | Веслування на байдарках та каное | байдарка-одиночка, 500 м   | 9 серпня 2025  |
| Золото | Ева Рістов                                                 | Плавання                         | 10 км                      | 9 серпня 2025  |
| Срібло | Міклош Унгварі                                             | Дзюдо                            | до 66 кг                   | 29 липня 2025  |
| Срібло | Тамаш Лорінц                                               | Боротьба                         | греко-римська, до 66 кг    | 7 серпня 2025  |
| Срібло | Золтан Каммерер Давид Тот Тамаш Куліфай Даніел Пауман      | Веслування на байдарках та каное | байдарки-червірки, 1000 м  | 9 серпня 2025  |
| Срібло | Каталін Ковач Наташа Душев-Янич                            | Веслування на байдарках та каное | байдарки-двійки, 500 м     | 9 серпня 2025  |
| Бронза | Ева Черновіцькі                                            | Дзюдо                            | жінки, до 48 кг            | 28 липня 2025  |
| Бронза | Ласло Чех                                                  | Плавання                         | комплексне плавання, 200 м | 2 серпня 2025  |
| Бронза | Петер Модош                                                | Боротьба                         | греко-римська, до 55 кг    | 5 серпня 2025  |
| Бронза | Наташа Душев-Янич                                          | Веслування на байдарках та каное | байдарка-одиночка, 200 м   | 11 серпня 2025 |
| Бронза | Адам Мароші                                                | Сучасне п'ятиборство             | чоловіки                   | 11 серпня 2025 |

| Вид спорту                      |   |   |   | Разом |
| Веслування на байдарках і каное | 3 | 2 | 1 | 6     |
| Плавання                        | 2 | 0 | 1 | 3     |
| Легка атлетика                  | 1 | 0 | 0 | 1     |
| Фехтування                      | 1 | 0 | 0 | 1     |
| Гімнастика                      | 1 | 0 | 0 | 1     |
| Дзюдо                           | 0 | 1 | 1 | 2     |
| Боротьба                        | 0 | 1 | 1 | 2     |
| Сучасне п'ятиборство            | 0 | 0 | 1 | 1     |
| Всього                          | 8 | 4 | 5 | 17    |

## Академічне веслування
Чоловіки
| Спортсмени               | Дисципліна               | Відбіркові заїзди | Відбіркові заїзди | Втішний заїзд | Втішний заїзд | Чвертьфінали | Чвертьфінали | Півфінали | Півфінали | Фінал   | Фінал |
| Спортсмени               | Дисципліна               | Час               | Місце             | Час           | Місце         | Час          | Місце        | Час       | Місце     | Час     | Місце |
| ------------------------ | ------------------------ | ----------------- | ----------------- | ------------- | ------------- | ------------ | ------------ | --------- | --------- | ------- | ----- |
| Домонкос Жель Бела Сімон | Двійки                   | 6:46.18           | 6                 | 6:27.88       | 4             | Н/Д          | Н/Д          | Н/Д       | Н/Д       | Н/Д     | 13    |
| Жолт Хірлінг Тамаш Варга | Парні двійки, легка вага | 6:39.80           | 4                 | 6:32.31       | 2             | Н/Д          | Н/Д          | 6:42.81   | 5         | 6:39.98 | 11    |